# 拉格鲁埃拉
拉格鲁埃拉，是西班牙阿拉贡自治区特鲁埃尔省的一个市镇。总面积26平方公里，总人口64人（2001年），人口密度2人/平方公里。